# Zsidve
Zsidve (románul: Jidvei, németül: Seiden vagy Seibrich) falu Romániában, Erdélyben, Fehér megyében.

## Fekvése
Balázsfalvától húsz km-re északkeletre, a Kis-Küküllő bal partján fekszik.

## Nevének eredete
Kettős, magyar–szláv névadású. Első említése (1309-ben Sido, később 1323-ban Sydo) alapján egy Zsidó nevű személyről nevezték el. Mai magyar és román nevének alapja a 'zsidók' jelentésű szláv židove szó (1319: Sythwe, 1324: Sytue, 1332: Situk, 1343: Zytue). 1808-ban németül Seiden vagy Sögden, románul Sidve, magyarul Sitve volt a neve. Német neve talán a 'selyemből való' jelentésű seiden szó hatására alakult ki.

## Története
Vármegyei területen létrejött szász falu volt. 1424 és 1876 között északkeleti része Küküllő vármegyéhez, délnyugati része a Királyföldhöz, 1876 után az egész falu Kis-Küküllő vármegyéhez tartozott. Román lakossága 1813-ban tért át görögkatolikusnak. 1894-ben gyógyszertár nyílt benne.
A két világháború között a hetedik legjelentősebb bortermőhely volt Erdélyben.
1945-ben 236 lakosát hurcolták kényszermunkára a Szovjetunióba, akik közül 26-an ott életüket veszítették, sokan pedig a visszatérés helyett a Németországban való letelepedést választották. Az ő családegyesítésükkel kezdődött meg 1952-ben a szász lakosság kivándorlása. 1984-ben alakult meg a zsidvei származású szászok szövetsége.

## Népessége
- 1786-ban 1084 evangélikus német lakosát írták össze.
- 1850-ben 1290 lakosából 999 volt német, 159 román és 129 cigány nemzetiségű; 1001 evangélikus és 288 görögkatolikus vallású.
- 1900-ban 1362 lakosából 1044 volt német, 254 román és 64 magyar nemzetiségű; 1046 evangélikus, 251 görögkatolikus és 39 református vallású.
- 2002-ben 1215 lakosából 956 volt román, 148 cigány, 63 német és 48 magyar nemzetiségű; 839 ortodox, 240 görögkatolikus, 81 evangélikus és 21 református vallású.

## Látnivalók
- Evangélikus templomának szentélye eredetileg a 13. században épült, de a 15. században teljesen átépítették. Hajója 1795-ből való. Különálló tornyát 1804-ben magasították. Eredetileg kettős védőfalát egy szakasz kivételével és bástyatornyát 1808-ban lebontották.

## Gazdasága
- Az 1972–1974-ben felépült és az 1990-es évek végén magánosított, 1050 vagon tárolókapacitású zsidvei borászati kombinát 2005-ben Fehér megye legnagyobb adóbefizetője volt.[4] A hozzátartozó, összesen ezer hektárnyi, 400–450 méter magasságban fekvő ültetvényeken 22 fajta szőlő terem.[5] Itt készítik a legjobb minőségű erdélyi királyleánykát, egyéb híres borai pedig a fehér leányka, az olaszrizling, a fűszeres tramini, a sauvignon blanc és az ottonel muskotály. A vállalat része a küküllővári pezsgő- és a balázsfalvi almaborüzem és borpárlatot is előállítanak.